# 鳥取市立美保小学校
鳥取市立美保小学校（とっとりしりつ みほしょうがっこう）は、鳥取県鳥取市吉成一丁目にある公立小学校。

## 沿革
- 1873年（明治6年）6月 - 邑美郡吉成小学校として創立する。
- 1892年（明治25年）7月 - 邑美郡美保村立美保尋常小学校と改称。
- 1897年（明治30年）4月 - 岩美郡美保村立美保尋常小学校となる。
- 1924年（大正13年）4月 - 高等科が併置され美保尋常高等小学校となる。
- 1928年（昭和3年）4月 - 鳥取県師範学校代用附属小学校となる。
- 1933年（昭和8年）10月 - 鳥取市に合併し鳥取市立美保尋常高等小学校となる。
- 1941年（昭和16年）4月1日 - 国民学校令により鳥取市立美保国民学校と改称。
- 1943年（昭和18年）9月10日 - 鳥取大地震により校舎全壊、体操場半壊する。
- 1947年（昭和22年）4月1日 - 学制改革により鳥取市立美保小学校と改称。
- 1982年（昭和57年）6月 - 新校舎落成記念式典挙行。
- 1987年（昭和62年）4月 - 鳥取市立美保南小学校を分離開校。

## 通学区域
- 扇町の一部、興南町、大覚寺、天神町、富安、富安一丁目、富安二丁目、古市、吉成（大路川以北）、吉成一丁目、吉成二丁目、吉成三丁目

## 進学先中学校
- 鳥取市立南中学校

## 交通アクセス
- JR山陰本線 鳥取駅：鳥取駅バスターミナルより、
  - 日ノ丸バス市立病院・用瀬・智頭線（南吉成経由）（路線番号：91・91H・93・93H・94・95）「市民体育館前」バス停より200m。

## 校区内の主な施設
- 鳥取市営美保球場
- 鳥取県立鳥取産業体育館
- イオン鳥取店
- 鳥取消防署

## 著名な出身者
- 稲田直道（政治家・元衆議院議員）
- 西尾愛治（政治家・元鳥取県知事）
- 山下桃（アナウンサー・山陰中央テレビ）